# Sergio Brighenti
Sergio Brighenti (* 23. September 1932 in Modena; † 10. Oktober 2022 in Arluno) war ein italienischer Fußballspieler auf der Position des Mittelstürmers.

## Die Vereinskarriere
Brighenti begann seine Karriere in seiner Heimatstadt beim damaligen Serie-B-Verein FC Modena, hier kam er in seiner ersten Saison 1949/50 auf nur einen Einsatz. Doch bereits in der folgenden Saison spielte sich Brighenti in die Stammformation Modenas.
Nach zwei guten Saisons wechselte Brighenti zur Saison 1952/53 in die Serie A zu Inter Mailand. Hier gewann er bereits in der ersten Saison den Scudetto und in der Saison 1953/54 konnten die Mailänder mit Brighenti den Titel verteidigen. Insgesamt spielte er hier drei Saisons, ohne sich jedoch vollständig gegen Konkurrenten wie Benito Lorenzi durchsetzen zu können. Trotzdem zeichnete er sich durch seine regelmäßigen Torerfolge aus.
Zur Saison 1955/56 wechselte Brighenti dann zu US Triestina, in der ersten Saison konnte der Ligaerhalt gefeiert werden. Jedoch stieg Triestina in der folgenden Saison in die Serie B ab. Deshalb wechselte Brighenti zu Padova Calcio, die damals von Nereo Rocco trainiert wurden. Die Taktik Roccos, der Catenaccio, war perfekt auf den Konterstürmer Brighenti zugeschnitten. Deshalb klassierte sich Padova in der Saison 1957/58 auf dem ausgezeichneten dritten Platz. In der folgenden Saison 1958/59 wurde man Siebter und 1959/60 belegte man am Ende der Saison den fünften Platz.
Zur Saison 1960/61 wechselte Brighenti zu Sampdoria Genua. Hier wurde er in seiner ersten Saison mit insgesamt 27 Toren Torschützenkönig in der Serie A. Brighenti spielte zwei weitere Saisons in Genua, erzielte aber nicht mehr so viele Tore wie noch in der Saison 1960/61. Zur Saison 1963/64 kehrte Brighenti wieder zu seinem Stammverein FC Modena zurück, der inzwischen in die Serie A aufgestiegen war. Brighenti erzielte für Modena 10 Tore, trotzdem stieg der Verein in die Serie B ab, worauf Brighenti zum AC Torino wechselte. Hier bestritt er aber nur eine einzige Partie, ehe Brighenti am Ende der Saison 1964/65 seine erfolgreiche Karriere ausklingen ließ.
Saisons:
- 1949–50: FC Modena, Serie B 1 Spiel
- 1950–51: FC Modena, Serie B
- 1951–52: FC Modena, Serie B
- 1952–53: Inter Mailand, Serie A 4 Spiele
- 1953–54: Inter Mailand, Serie A 15 Spiele
- 1954–55: Inter Mailand, Serie A 21 Spiele
- 1955–56: US Triestina, Serie A 30 Spiele
- 1956–57: US Triestina, Serie A 24 Spiele
- 1957–58: Padova Calcio, Serie A 28 Spiele
- 1958–59: Padova Calcio, Serie A 33 Spiele
- 1959–60: Padova Calcio, Serie A 30 Spiele
- 1960–61: Sampdoria Genua, Serie A 33 Spiele – 27 Tore
- 1961–62: Sampdoria Genua, Serie A 32 Spiele – 9 Tore
- 1962–63: Sampdoria Genua, Serie A 30 Spiele – 7 Tore
- 1963–64: FC Modena, Serie A 30 Spiele – 10 Tore
- 1964–65: AC Torino, Serie A 1 Spiel – 0 Tore

Gesamt:
- Serie A 311 Spiele – 136 Tore
- Serie B 55 Spiele – 20 Tore

- Insgesamt 366 Spiele – 156 Tore

## Der Nationalspieler
Bereits während seiner Zeit bei Inter war Brighenti der Sprung in das U-21-Nationalteam und kurz darauf auch ins A-Nationalteam Italiens gelungen. Am 6. Mai 1959 gelang Brighenti, der damals bei Padova Calcio spielte, im Spiel gegen Bobby Charltons England im altehrwürdigen Wembley-Stadion ein Tor zum momentanen 1:2. Das Spiel endete schlussendlich dank eines Treffers Marianis, eines anderen Spielers von Padova, mit 2:2. Dank seiner ausgezeichneten Leistungen bei Sampdoria Genua wurde Brighenti für einige Partien Stammspieler im Nationalteam.
A-Nationalteam:
- Debüt:
- Abschied:

- Statistik: 9 Spiele – 2 Tore

U-21 Nationalteam:
- Statistik: 1 Spiel – 2 Tore

## Erfolge
- 2 × italienischer Meister mit Inter Mailand 1952/53 und 1953/54.
- 1 × Torschützenkönig 1960/61 in Italien mit 27 Toren.